# (12015) 1996 WA
(12015) 1996 WA es un asteroide perteneciente al cinturón de asteroides, descubierto el 16 de noviembre de 1996 por Takao Kobayashi desde el Observatorio de Ōizumi, Ōizumi, Japón.

## Designación y nombre
Designado provisionalmente como 1996 WA.

## Características orbitales
1996 WA está situado a una distancia media del Sol de 2,205 ua, pudiendo alejarse hasta 2,503 ua y acercarse hasta 1,908 ua. Su excentricidad es 0,134 y la inclinación orbital 4,009 grados. Emplea 1196,75 días en completar una órbita alrededor del Sol.

## Características físicas
La magnitud absoluta de 1996 WA es 14,8. Tiene 3 km de diámetro y su albedo se estima en 0,306.